# Cesare Foligno
Cesare Foligno (* 15. März 1878 in Giussano; † 9. November 1963 in Neapel) war ein italienischer Romanist, Anglist  und Literaturwissenschaftler, der 30 Jahre in Oxford wirkte.

## Leben und Werk
Foligno war Schüler von Francesco Novati (1859–1915) in Mailand. Er lehrte vor dem Ersten Weltkrieg in Oxford als Lecturer, ab 1919 als Serena-Professor für Italienisch. 1940 verließ er England und wurde Professor für Englisch in Neapel (bis 1953). Er war  Mitbegründer (1937) und Herausgeber der Zeitschrift Italian Studies. Foligno gab die Bände X (1953) und XI (1958) der nationalen Ausgabe von Ugo Foscolo heraus (Hauptherausgeber: Mario Fubini).

## Werke
- Italian travellers in England and the beginning of English literature influence in Italy during the eighteenth century. An inaugural lecture delivered before the University of Oxford, october 30, 1909, Oxford 1910
- The Story of Padua, London 1910
- Epochs of Italian literature, Oxford 1920
- Dante, Bergamo 1921
- Latin thought during the middle ages, Oxford 1929
- Premesse allo studio di Dante, Neapel 1944
- Prosatori inglesi del settecento, Neapel 1946
- (Übersetzung aus dem Italienischen ins Englische) Curzio Malaparte, Kaputt, London 1948
- (Hrsg. zusammen mit Cino Chiarini) I racconti di Canterbury, Florenz 1949
- Risonanze classiche nelle lettere inglesi, Neapel 1950
- Foscolo e Manzoni, Neapel 1951
- (zusammen mit Raffaele Petrera) Come leggere Shakespeare e altri saggi, Rom 1974